# Agent Orange

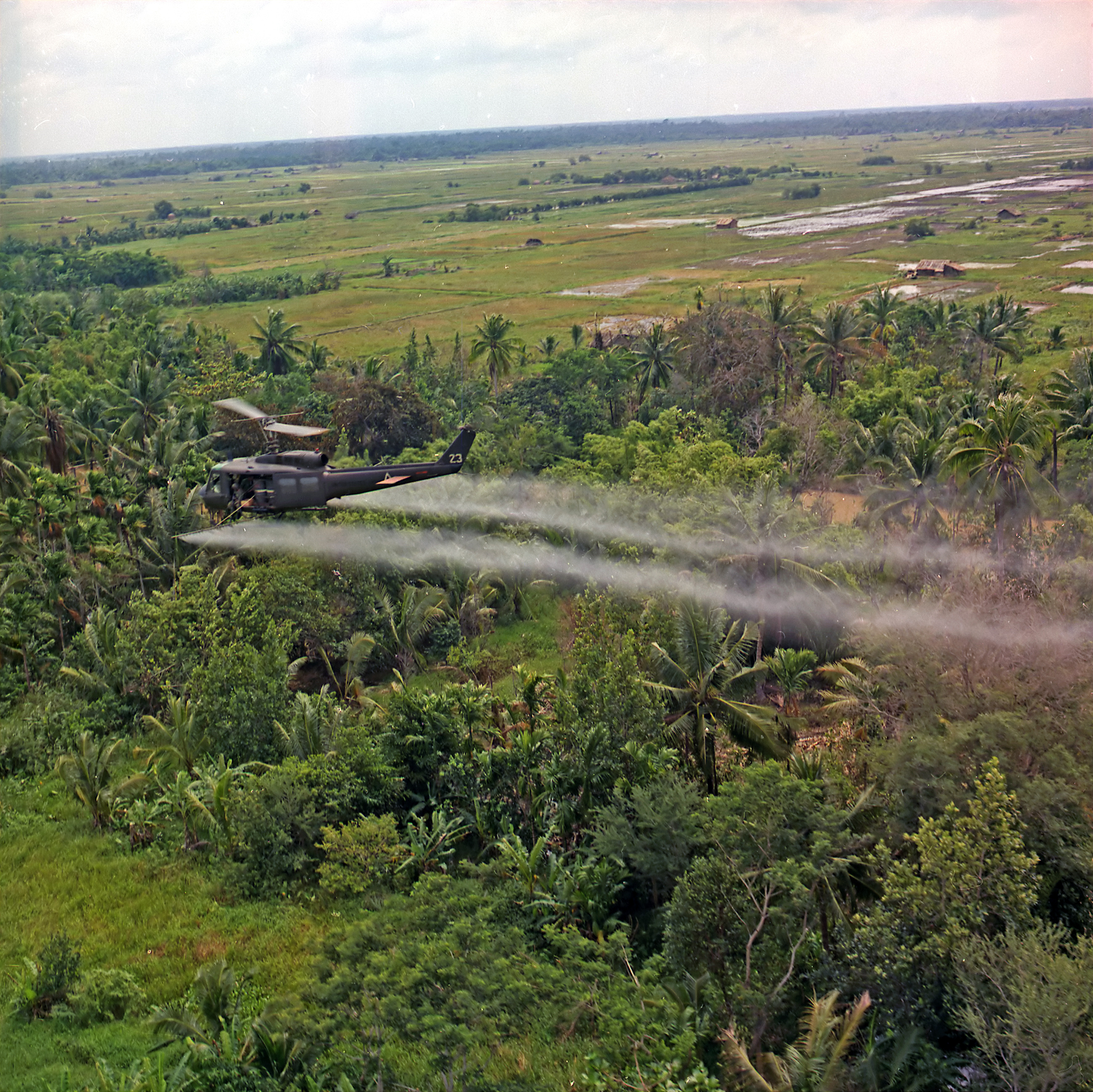
Inzet van een ontbladeringsmiddel in Vietnam

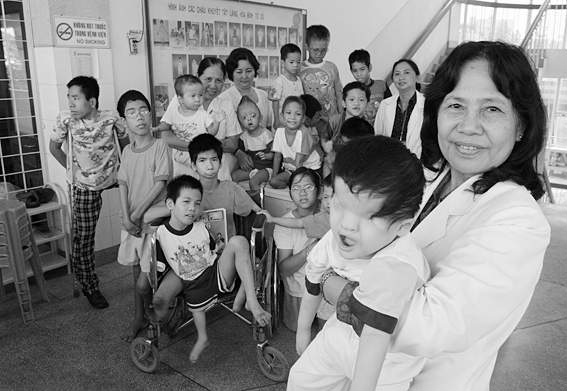
Gehandicapte kinderen in Vietnam; de meesten van hen zijn slachtoffers van Agent Orange

Agent Orange was de codenaam voor een ontbladeringsmiddel dat in de Vietnamoorlog veelvuldig werd ingezet. De codenaam sloeg op de oranje band die om de containers zat waarin de Agent Orange opgeslagen was. Het middel is een 1:1-mengsel van 2,4-dichloorfenoxyazijnzuur (2,4-D) en een n-butylacetaat van 2,4,5-trichloorfenoxyazijnzuur (2,4,5-T).
Agent Orange werd voornamelijk geproduceerd door Monsanto en Dow Chemical. Hoewel Agent Orange al in 1940 voor het eerst werd geproduceerd, werd het in 1961 voor het eerst ingezet voor militaire doeleinden in Vietnam.
De hoofdbestanddelen van Agent Orange zijn op zich relatief ongevaarlijk voor de mens, maar het in het middel vaak aanwezige giftige bijproduct dioxine veroorzaakt onder andere de volgende ziektes: chlooracne, de ziekte van Hodgkin, verschillende soorten kanker in de luchtwegen, prostaatkanker, disfunctioneren van het perifere zenuwstelsel. Door het gebruik van Agent Orange werden er duizenden kinderen met bijvoorbeeld spina bifida (open rug) en andere misvormingen aan de wervelkolom geboren.

## Geschiedenis van Agent Orange
Na de uitvinding van 2,4,5-T werd op grote schaal herbicide met 2,4,5-T voor gebruik in de agrarische sector geproduceerd. Het werd later ook ingezet tijdens de Vietnamoorlog.
De eerste synthese van 2,4,5-T staat op naam van Robert Pokorny in 1941. Het was bedoeld als een herbicide in de agrarische sector. In de jaren vijftig begon het chemische bedrijf Dow het op grote schaal te produceren. Deze massaproductie leidde bij hoge temperatuur tot het giftige bijproduct 2,3,7,8-tetrachloordibenzodioxine (TCDD), hier werd in 1966 over gepubliceerd. Dit bijproduct ontstond omdat het lastig is een uniforme temperatuur te behouden bij productie in grote ketels. In 1957, enkele jaren voor het gebruik ervan in Vietnam, werd het gezondheidsrisico van 2,4,5-T vervuild met dioxine ontdekt. Tijdens de Tweede Wereldoorlog en de Koreaanse Oorlog is het gebruik van 2,4,5-T al overwogen en de Britten gebruikten kleine hoeveelheden gedurende de Malayan emergency (1948-1960). 
Het eigenlijke gebruik van Agent Orange voor militaire doeleinden begon in 1962 onder leiding van de Verenigde Staten. De Noord-Vietnamese soldaten en Vietcong waren gewend aan de dichtbegroeide jungle en gebruikten die in hun guerrillatactieken. De Amerikanen hadden hier de grootste moeite mee en tijdens operatie ‘Ranch Hand’ wilden ze dit voordeel wegnemen door gebieden te besproeien met Agent Orange. Hierdoor verloren planten en bomen hun bladeren. Ook akkers werden verwoest, om zo de voedselvoorziening te verhinderen. Uiteindelijk is van Agent Orange, de meest gebruikte verdelger, 45 677 937 liter ingezet met TCDD-gehaltes variërend van 0,05 tot 47 ppm.
Het gebruik van 2,4,5-T in herbiciden bleef ook na de Vietnamoorlog nog bestaan in Engeland en de Verenigde Staten. Pas vanaf 1983 zijn op 2,4,5-T gebaseerde herbicides van de markt gehaald en vervangen door dicamba en triclopyr.

## Trivia
- De Sevesoramp in 1976 veroorzaakte een grote besmetting van de omgeving met TCDD. De milieugevolgen kunnen vergeleken worden met de effecten op flora en fauna door de blootstelling aan Agent Orange. Het product dat in Seveso werd gemaakt, is een precursor van 2,4,5-T.